# Vinh Phân
Vinh Phân (giản thể: 荣蚠; phồn thể: 榮蚠; ? - ?), là tướng lĩnh nước Yên thời Chiến Quốc trong lịch sử Trung Quốc.

## Cuộc đời
Vinh Phân vốn là tướng nước Tống. Năm 286 TCN, nước Tống bị liên quân các nước Ngụy, Tề, Sở tiêu diệt, Vinh Phân bỏ sang nước Yên.
Năm 265 TCN, Vinh Phân được Yên Vũ Thành vương phong tước Cao Dương quân (高陽君), lấy làm tướng cầm quân tấn công nước Triệu. Nước Triệu cắt ba thành Lệnh Lư, Cao Đường, Bình Nguyên cùng 57 ấp nhỏ cho nước Tề để đổi lấy An Bình quân Điền Đan, bất chấp sự phản đối của Mã Phục quân Triệu Xa. Điền Đan cầm quân Triệu đánh bại Vinh Phân, chiếm ba thành của Yên.